# أبو إسحاق الشيرازي
أبو اسحاق إبراهيم بن علي الشيرازي (393- 476 هـ) شيخ الشافعية في وقته، ولا يزال يعد من أهم شيوخها، الإمام الفقيه، ولد بفيروزآباد في بلاد فارس سنة 393 هـ، والمتوفى ببغداد سنة 476 هـ.
تفقه في مسقط رأسه، ثم انتقل منها إلى البصرة، ثم إلى بغداد سنة 415 هـ، وما زال بها حتى انتهت إليه رئاسة مذهب الشافعية في زمانه، وبنى له نظام الملك المدرسة النظامية ببغداد فدرّس بها، وكان مضرب المثل في الزهد والقناعة.

## مؤلفاته
له مجموعة من المؤلفات أشهرها:
- الإشارة إلى مذهب أهل الحق.
- المهذب في الفقه الشّافعيّ.
- التنبيه في الفقه الشّافعيّ.
- اللمع في أصول الفقه.
- طبقات الفقهاء.
- التبصرة في أصول الفقه.
- المعونة في الجدل.
- شرح اللمع في أصول الفقه.
- النكت في المسائل المختلف فيها بين الشافعي وأبي حنيفة.
- تذكرة الخلاف.
- المناظرات.

## أقوال العلماء فيه
قَالَ الْإِمَامُ الْحَافِظُ أَبُو سَعْدٍ السَّمْعَانِيُّ فيه:
| أبو إسحاق الشيرازي | كَانَ الشَّيْخُ أَبُو إِسْحَاقَ إمَامَ الشَّافِعِيَّةِ، وَالْمُدَرِّسَ بِبَغْدَادَ فِي النِّظَامِيَّةِ، شَيْخَ الدَّهْرِ، وَإِمَامَ الْعَصْرِ، رَحَلَ إلَيْهِ النَّاسُ مِنْ الْأَمْصَارِ، وَقَصَدُوهُ مِنْ كُلِّ الْجَوَانِبِ، وَالْأَقْطَارِ، وَكَانَ يَجْرِي مَجْرَى أَبِي الْعَبَّاسِ بْنِ سُرَيْجٍ قَالَ: وَكَانَ زَاهِدًا، وَرِعًا مُتَوَاضِعًا، مُتَخَلِّقًا ظَرِيفًا كَرِيمًا سَخِيًّا جَوَّادًا طَلْقَ الْوَجْهِ دَائِمَ الْبِشْرِ، حَسَنَ الْمُجَالَسَةِ، مَلِيحَ الْمُحَاوَرَةِ، وَكَانَ يَحْكِي الْحِكَايَاتِ الْحَسَنَةَ، وَالْأَشْعَارَ الْمُسْتَبْدَعَةَ الْمَلِيحَةَ، وَكَانَ يَحْفَظُ مِنْهَا كَثِيرًا، وَكَانَ يُضْرَبُ بِهِ الْمَثَلُ فِي الْفَصَاحَةِ. | أبو إسحاق الشيرازي |

قَالَ أبو الوفاء علي بن عقيل (شيخ الحنابلة) في أبي إسحاق الشيرازي:
| أبو إسحاق الشيرازي | شَاهَدْتُ شَيْخَنَا أَبَا إِسْحَاقَ لَا يُخْرِجُ شَيْئًا إلَى فَقِيرٍ إلَّا أَحْضَرَ النِّيَّةَ، وَلَا يَتَكَلَّمُ فِي مَسْأَلَةٍ إلَّا قَدَّمَ الِاسْتِعَانَةَ بِاَللَّهِ عَزَّ وَجَلَّ وَأَخْلَصَ الْقَصْدَ فِي نُصْرَةِ الْحَقِّ، وَلَا صَنَّفَ مَسْأَلَةً إلَّا بَعْدَ أَنْ صَلَّى رَكَعَاتٍ. فَلَا جَرَمَ شَاعَ اسْمُهُ، وَانْتَشَرَتْ تَصَانِيفُهُ شَرْقًا، وَغَرْبًا لِبَرَكَةِ إخْلَاصِهِ. | أبو إسحاق الشيرازي |

## ترجمته في سير أعلام النبلاء
المؤلف: شمس الدين أبو عبد الله محمد بن أحمد (المتوفى: 748 هـ):
أبو إسحاق الشيرازي، الشيخ، الإمام، القدوة، المجتهد، شيخ الإسلام، أبو إسحاق، إبراهيم بن علي بن يوسف الفيروزآبادي، الشيرازي، الشافعي، نزيل بغداد، قيل: لقبه جمال الدين.
مولده في سنة ثلاث وتسعين وثلاثمائة.
تفقه على: أبى عبد الله البيضاوي، وعبد الوهاب بن رامين في شيراز، وأخذ بالبصرة عن الخرزي.
وقدم بغداد سنة 415 هـ. فلزم أبا الطيب، وبرع، وصار معيده، وكان يضرب المثل بفصاحته وقوة مناظرته.
وسمع من أبي علي بن شاذان، وأبي بكر البرقاني، ومحمد بن عبيد الله الخرجوشي.
حدث عنه: الخطيب، وأبو الوليد الباجي، والحميدي، وإسماعيل بن السمرقندي، وأبو البدر الكرخي، والزاهد يوسف بن أيوب، وأبو نصر أحمد بن محمد الطوسي، وأبو الحسن بن عبد السلام، وأحمد بن نصر بن حمان الهمذاني خاتمة من روى عنه.
قال السمعاني: هو إمام الشافعية، ومدرس النظامية، وشيخ العصر.
رحل الناس إليه من البلاد، وقصدوه، وتفرد بالعلم الوافر مع السيرة الجميلة، والطريقة المرضية.
جاءته الدنيا صاغرة، فأباها، واقتصر على خشونة العيش أيام حياته.
صنف في الأصول والفروع والخلاف والمذهب، وكان زاهدا، ورعا، متواضعا، ظريفا، كريما، جوادا، طلق الوجه، دائم البشر، مليح المحاورة.
حدثنا عنه جماعة كثيرة.
حكي عنه قال: «"كنت نائما ببغداد، فرأيت النبي صلى الله عليه وسلم ومعه أبو بكر وعمر، فقلت: يا رسول الله! بلغني عنك أحاديث كثيرة عن ناقلي الأخبار، فأريد أن أسمع منك حديثا أتشرف به في الدنيا، وأجعله ذخرا للآخرة، فقال لي: يا شيخ! - وسماني شيخا، وخاطبني به.
وكان يفرح بهذا -: قل عني: من أراد السلامة، فليطلبها في سلامة غيره"».
قال السمعاني: سمعت هذا بمرو من أبي القاسم حيدر بن محمود الشيرازي، أنه سمع ذلك من أبي إسحاق.
وعن أبي إسحاق: «"أن رجلا أخسأ كلبا، فقال: مه! الطريق بينك وبينه"»
وعنه: «"أنه اشتهى ثريدا بماء باقلاء"»، قال: «"فما صح لي أكله لاشتغالي بالدرس وأخذي النوبة"»
قال السمعاني: قال أصحابنا ببغداد: «"كان الشيخ أبو إسحاق إذا بقي مدة لا يأكل شيئا، صعد إلى النصرية وله بها صديق، فكان يثرد له رغيفا، ويشربه بماء الباقلاء، فربما صعد إليه وقد فرغ"» فيقول أبو إسحاق: من قوله تعالى: ﴿قَالُوا تِلْكَ إِذًا كَرَّةٌ خَاسِرَةٌ ۝١٢﴾.
- قال أبو بكر الشاشي: «"أبو إسحاق حجة الله على أئمة العصر"».
- قال الموفق الحنفي: «"أبو إسحاق أمير المؤمنين في الفقهاء"».
- قال القاضي ابن هانئ: إمامان ما اتفق لهما الحج، أبو إسحاق، وقاضي القضاة أبو عبد الله الدامغاني.

أما أبو إسحاق فكان فقيرا، ولو أراده لحملوه على الاعناق.
والآخر لو أراده لامكنه على السندس والإستبرق.
- السمعاني: سمعت «"أبا بكر محمد بن القاسم الشهرزوري بالموصل"» يقول: «"كان شيخنا أبو إسحاق إذا أخطأ أحد بين يديه قال: أي سكتة فاتتك."»

قال: «"وكان يتوسوس (يعني في الماء)"»
وسمعت عبد الوهاب الأنماطي يقول: «"كان أبو إسحاق يتوضأ في الشط، ويشك في غسل وجهه، حتى يغسله مرات"» فقال له رجل: «"يا شيخ! ما هذا؟"» قال: «"لو صحت لي الثلاث ما زدت عليها"».
قال السمعاني: «"دخل أبو إسحاق يوما مسجدا ليتغدى، فنسي دينارا، ثم ذكر، فرجع، فوجده، ففكر، وقال: لعله وقع من غيري، فتركه"».
قيل: «"إن ظاهرا النيسابوري خرج لابي إسحاق جزءا"»، فقال: «"أخبرنا أبو علي بن شاذان"».
ومرة: أخبرنا الحسن بن أحمد البزاز.
ومرة: أخبرنا الحسن ابن أبي بكر الفارسي، فقال: من ذا؟ قال: هو ابن شاذان.
فقال: ما أريد هذا الجزء، التدليس أخو الكذب.
قال القاضي أبو بكر الانصاري: «"أتيت أبا إسحاق بفتيا في الطريق، فأخذ قلم خباز، وكتب، ثم مسح القلم في ثوبه"».
قال السمعاني: سمعت جماعة يقولون: «"لما قدم أبو إسحاق نيسابور رسولا تلقوه، وحمل إمام الحرمين غاشيته، ومشى بين يديه وقال: أفتخر بهذا"».
وكان عامة المدرسين بالعراق والجبال تلامذته وأتباعه - وكفاهم بذلك فخرا - وكان ينشد الأشعار المليحة، ويوردها، ويحفظ منها الكثير.
وعنه قال: «"العلم الذي لا ينتفع به صاحبه أن يكون الرجل عالما ولا يكون عاملا"».
وقال: «"الجاهل بالعالم يقتدي، فإذا كان العالم لا يعمل، فالجاهل ما يرجو من نفسه؟ فالله الله يا أولادي! نعوذ بالله من علم يصير حجة علينا."».
قيل: إن عبد الرحيم بن القشيري جلس بجنب الشيخ أبي إسحاق، فأحس بثقل في كمه، فقال: «"ما هذا يا ؟ قال: قرصي الملاح، وكان يحملهما في كمه للتكلف"».
قال السمعاني: رأيت بخط أبي إسحاق رقعة فيها نسخة ما رآه أبو محمد المزيدي: «"رأيت في سنة ثمان وستين ليلة جمعة أبا إسحاق الفيروزآبادي في منامي يطير مع أصحابه في السماء الثالثة أو الرابعة، فتحيرت، وقلت في نفسي: هذا هو الشيخ الإمام مع أصحابه يطير وأنا معهم، فكنت في هذه
الفكرة إذ تلقى الشيخ ملك، وسلم عليه عن الرب تعالى، وقال: إن الله يقرأ عليك السلام، ويقول: ما تدرس لاصحابك؟ قال: أدرس ما نقل عن صاحب الشرع.
قال له الملك: فاقرأ علي شيئا أسمعه.
فقرأ عليه الشيخ مسألة لا أذكرها.
ثم رجع الملك بعد ساعة إلى الشيخ، وقال: إن الله يقول:
الحق ما أنت عليه وأصحابك، فادخل الجنة معهم"».
قال الشيخ أبو إسحاق: «"كنت أعيد كل قياس ألف مرة، فإذا فرغت، أخذت قياسا آخر على هذا، وكنت أعيد كل درس ألف مرة، فإذا كان في المسألة بيت يستشهد به حفظت القصيدة التي فيها البيت"».
كان الوزير ابن جهير كثيرا ما يقول: «"الإمام أبو إسحاق وحيد عصره، وفريد دهره، ومستجاب الدعوة"».
قال السمعاني: «"لما خرج أبو إسحاق إلى نيسابور، خرج معه جماعة من تلامذته كأبي بلشاشيكر ا، وأبي عبد الله الطبري، وأبي معاذ الأندلسي، والقاضي علي الميانجي، وقاضي البصرة ابن فتيان، وأبي الحسن الآمدي، وأبي القاسم الزنجاني، وأبي علي الفارقي، وأبي العباس بن الرطبي."»
قال ابن النجار: ولد أبو إسحاق بفيروز اباذ - بليدة بفارس - ونشأ بها،
وقرأ الفقه بشيراز على أبي القاسم الداركي، وعلى أبي الطيب الطبري صاحب الماسرجسي، وعلى الزجاجي صاحب ابن القاص، وقرأ الكلام على أبي حاتم القزويني صاحب ابن الباقلاني، وخطُّه في غاية الرداءة.
قال أبو العباس الجرجاني القاضي: «"كان أبو إسحاق لا يملك شيئا، بلغ به الفقر، حتى كان لا يجد قوتا ولا ملبسا، كنا نأتيه وهو ساكن في القطيعة، فيقوم لنا نصف قومة، كي لا يظهر منه شيء من العري، وكنت أمشي معه، فتعلق به باقلاني"» وقال: «"يا شيخ! كسرتني وأفقرتني! فقلنا: وكم لك عنده؟ قال: حبتان من ذهب أو حبتان ونصف"».
وقال ابن الخاضبة: كان ابن أبي عقيل يبعث من صور إلى الشيخ أبي إسحاق البدلة والعمامة المثمنة، فكان لا يلبس العمامة حتى يغسلها في دجلة، ويقصد طهارتها.
وقيل: إن أبا إسحاق نزع عمامته - وكانت بعشرين دينارا - وتوضأ في دجلة، فجاء لصٌّ، فأخذها، وترك عمامة رديئة بدلها، فطلع الشيخ، فلبسها، وما شعر حتى سألوه وهو يدرس، فقال: لعل الذي أخذها محتاج.
قال أبو بكر بن الخاضبة: سمعت بعض أصحاب أبي إسحاق يقول: «"رأيت الشيخ كان يصلي عند فراغ كل فصل من المهذب"»
قال نظام الملك - وأثنى على أبي إسحاق، وقال -: «"كيف حالي مع رجل لا يفرق بيني وبين نهروز الفراش في المخاطبة؟ قال لي: بارك الله فيك"».
وقال له لما صب عليه كذلك.
قال محمد بن عبد الملك الهمذاني: حكى أبي قال: «"حضرت مع قاضي القضاة أبي الحسن الماوردي عزاء، فتكلم الشيخ أبو إسحاق واجلا، فلما خرجنا"» قال الماوردي: «"ما رأيت كأبي إسحاق! لو رآه الشافعي لتجمل به"».
أخبرني الحسن بن علي، أخبرنا جعفر الهمداني، أخبرنا السلفي: سألت شجاعا الذهلي عن أبي إسحاق فقال: إمام أصحاب الشافعي والمقدم عليهم في وقته ببغداد.
كان ثقة، ورعا، صالحا، عالما بالخلاف علما لا يشاركه فيه أحد.
قال محمد بن عبد الملك الهمذاني: «"ندب المقتدي بالله أبا إسحاق للرسلية إلى المعسكر، فتوجه في آخر سنة خمس وسبعين، فكان يخرج إليه أهل البلد بنسائهم وأولادهم يمسحون أردانه، ويأخذون تراب نعليه يستشفون به، وخرج الخبازون، ونثروا الخبز، وهو ينهاهم، ولا ينتهون، وخرج أصحاب الفاكهة والحلواء، ونثروا على الأساكفة، وعملوا مداسات صغارا، ونثروها، وهي تقع على رؤوس الناس، والشيخ يعجب"» وقال
لنا: «"رأيتم النثار، ما وصل إليكم منه؟"» فقالوا: «"يا سيدي! وأنت أي شيء كان حظك منه؟ قال: أنا غطيت نفسي بالمحفة"».
قال شيرويه الديلمي في «تاريخ همذان»: «"أبو إسحاق إمام عصره قدم علينا رسولا إلى السلطان ملكشاه، سمعت منه، وكان ثقة فقيها زاهدا في الدنيا على التحقيق، أوحد زمانه"».
قال خطيب الموصل أبو الفضل: حدثني أبي قال: «"توجهت من الموصل سنة 459 إلى أبي إسحاق، فلما حضرت عنده رحب بي، وقال: من أين أنت؟ [فقلت: من الموصل]، قال: مرحبا أنت بلديي"».
قلت: يا !، أنت من فيروزأباد.
قال: «"أما جمعتنا سفينة نوح ؟"» فشاهدت من حسن أخلاقه ولطافته وزهده ما حبب إلي لزومه، فصحبته إلى أن مات.
توفي ليلة الحادي والعشرين من جمادى الآخرة، سنة 476 هـ في ببغداد، وأحضر إلى دار أمير المؤمنين المقتدي بالله، فصلى عليه، ودفن بمقبرة باب أبرز، وعمل العزاء بالنظامية، وصلى عليه صاحبه أبو عبد الله الطبري، ثم رتب المؤيد بن نظام الملك بعده في تدريس النظامية أبا سعد المتولي، فلما بلغ ذلك النظام، كتب بإنكار ذلك، وقال: كان من الواجب أن تغلق المدرسة سنة من أجل الشيخ.
وعاب على من تولى، وأمر أن يدرس الإمام أبو نصر عبد السيد بن الصباغ بها.
قلت: درس بها الشيخ أبو إسحاق بعد تمنع، ولم يتناول جامكية أصلا، وكان يقتصر على عمامة صغيرة وثوب قطني، ويقنع بالوقت، وكان الفقيه رافع الحمال رفيقه في الاشتغال، فيحمل شطر نهاره بالأجرة، وينفق على نفسه وعلى أبي إسحاق، ثم إن رافعا حج وجاور، وصار فقيه الحرم في حدود 440 هـ.
ومات أبو إسحاق، ولم يخلف درهما، ولا عليه درهم. وكذا فليكن الزهد، وما تزوج فيها أعلم، وبحسن نيته في العلم
اشتهرت تصانيفه ومنها:
- كالمهذب
- التنبيه
- اللمع في أصول الفقه
- شرح اللمع
- المعونة في الجدل
- الملخص في أصول الفقه
- طبقات الفقهاء

## شعره
وقال أيضاً:
وقال عاصم بن الحسن فيه:
وقال أبي القاسم بن ناقياء يرثيه:
وعن أبي إسحاق قال: خرجت إلى خراسان، فما دخلت بلدة إلا كان قاضيها أو خطيبها أو مفتيها من أصحابي.
قال أنوشتكين الرضواني: أنشدني أبو إسحاق الشيرازي لنفسه:

### استغفارات الإمام الشيرازي
هذه أبيات مباركات مشهورة الفضل، مودوعة الرّحمة، للشَّيخ الإمام العامل العالم الوليّ الزّاهد أبي إسحاق الشيرازي، إبراهيم بن عليّ القرشي التّيمي البكريّ: